# 에스토니아의 세계유산

에스토니아의 세계유산은 세계유산 위원회를 거쳐 유네스코 세계유산에 등재된 에스토니아의 세계유산을 일컫는다. 에스토니아는 1995년 10월 27일 유네스코 협약에 비준한 이래, 2건의 문화유산을 보유하고 있다.

## 목록

### 문화유산
| No. | 사진 | 등록명                     | 소재지                                                                                  | 등록년도 | 등록기준      | 유네스코 지정번호 | 비고             |
| 1   |      | 탈린 역사 지구 (옛 시가지) | 하리우주                                                                                | 1997년   | (ⅱ), (ⅳ)      | 822               |                  |
| 2   |      | 스트루베 측지 아크         | 에스토니아 노르웨이 스웨덴 러시아 핀란드 라트비아 리투아니아 벨라루스 몰도바 우크라이나 | 2005년   | (ⅱ), (ⅲ), (ⅵ) | 1187              | 10개국 공동 등재 |